# Галијера
Галијера (итал. Galliera) је насеље у Италији у округу Болоња, региону Емилија-Ромања.
Према процени из 2011. у насељу је живело 506 становника. Насеље се налази на надморској висини од 14 м.

## Становништво
| 1951. | 1961. | 1971. | 1981. | 1991. | 2001. | 2011. |
| ----- | ----- | ----- | ----- | ----- | ----- | ----- |
| 5.753 | 4.923 | 4.281 | 4.267 | 4.527 | 5.183 | 5.462 |